# روجر كسو. ميلس
روجر كسو. ميلس (بالإنجليزية: Roger Q. Mills )‏ (و. 1832 – 1911 م) هو سياسي، ومحامي أمريكي، ولد في مقاطعة تود، كان عضوًا في الحزب الديمقراطي الأمريكي، ويحمل رتبة عسكرية جندي، توفي في كورسيكانا، عن عمر يناهز 79 عاماً.

## مناصب
تولى منصب عضو مجلس الشيوخ الأمريكي
- عضو مجلس النواب الأمريكي
- عضو مجلس نواب تكساس.

## الخدمة العسكرية
خدم في جيش الولايات الكونفدرالية.

## روابط خارجية
- روجر كسو. ميلس على موقع إن إن دي بي (الإنجليزية)